# Festival cinematografico internazionale di Mosca 2007
La 29ª edizione del Festival cinematografico internazionale di Mosca si è svolta a Mosca dal 21 al 30 giugno 2007.
Il Giorgio d'Oro fu assegnato al film russo In viaggio con gli animali diretto da Vera Storoževa.

## Giuria
- Fred Schepisi ( Australia - Presidente della Giuria)
- Anna Galiena ( Italia)
- Dito Tsintsadze ( Georgia)
- Ildikó Enyedi ( Ungheria)
- Othman Karim ( Svezia)
- Renata Litvinova ( Russia)
- Fred Roos ( Stati Uniti)

## Film in competizione
| Film | Regista                               | Nazione                 |
| --- | ------------------------------------- | ----------------------- |
| Viva | Anna Biller                           | USA                     |
| Ledsaget udgang | Erik Clausen                          | Danimarca               |
| Yaldey CCCP | Felix Gerchikov                       | Israele                 |
| Beynelmilel | Sırrı Süreyya Önder e Muharrem Gulmez | Turchia                 |
| Broken English | Zoe Cassavetes                        | USA                     |
| Mein Führer - La veramente vera verità su Adolf Hitler (Mein Führer - Die wirklich wahrste Wahrheit über Adolf Hitler) | Dani Levy                             | Germania                |
| Le avventure galanti del giovane Molière (Molière)                                                                     | Laurent Tirard                        | Francia                 |
| Un lavoro da uomo (Miehen tyo)                                                                                         | Aleksi Salmenperä                     | Finlandia               |
| Nadzieja | Stanisław Mucha                       | Germania, Polonia       |
| La sconosciuta | Giuseppe Tornatore                    | Italia                  |
| Ničego ličnogo | Larisa Sadilova                       | Russia                  |
| Ópium: Egy elmebeteg nö naplója                                                                                        | János Szász                           | Ungheria, Germania, USA |
| Gongyuan | Yin Lichuan                           | Cina                    |
| In viaggio con gli animali (Putešestvie s domašnimi životnymi)                                                         | Vera Storoževa                        | Russia                  |
| Putina | Valerij Ogorodnikov                   | Russia                  |
| Rusuli samkudhedi | Aleko Tsabadze                        | Georgia                 |
| U reki | Jeva Nejman                           | Ucraina                 |
| Inugami-ke no ichizoku                                                                                                 | Kon Ichikawa                          | Giappone                |
| Eduart | Angeliki Antoniou                     | Grecia, Germania        |

## Premi
- Giorgio d'Oro: In viaggio con gli animali, regia di Vera Storoževa
- Premio Speciale della Giuria: Rusuli samkudhedi, regia di Aleko Tsabadze
- Giorgio d'Argento:
  - Miglior Regista: Giuseppe Tornatore per La sconosciuta
  - Miglior Attore: Fabrice Luchini per Le avventure galanti del giovane Molière
  - Miglior Attrice: Kirsti Stubø per Ópium: Egy elmebeteg nö naplója
- Giorgio d'Argento per il Miglior Film nella Competizione Prospettiva: Monotony, regia di Juris Poskus
- Premio Speciale per un eccezionale contributo al mondo del cinema: Aleksej Batalov e Tat'jana Samojlova
- Premio Stanislavskij: Daniel Olbrychski